# Haplomyces virginianus
Haplomyces virginianus är en svampart som beskrevs av Thaxt. 1893. Haplomyces virginianus ingår i släktet Haplomyces och familjen Laboulbeniaceae.   Inga underarter finns listade i Catalogue of Life.